# Marija Vučinović (Politikerin, 1958)
Marija Vučinović (* 30. Januar 1958 in Rijeka, Jugoslawien) ist eine montenegrinische Politikerin.
Nach ihrem Studium arbeitete sie 16 Jahre in der Werft in Bijela. Seit 2002 ist sie in der Partei HGI (Kroatische Bürgerinitiative) politisch aktiv, davon seit 2002 Ministerin. Sie war in der Regierung Marković Ministerin ohne Geschäftsbereich.
Vučinović ist verheiratet und hat zwei Kinder.